# Жовта гостроноса акула
Жовта гостроноса акула (Scoliodon) — рід акул родини сірі акули. Має 2 види. Тривалий час вважалися монотиповим родом, проте нещодавно розділено на два самостійних види.

## Опис
Загальна довжина представників цього роду коливається від 50 до 100 см. Голова середнього розміру (в обох видах різного розміру). Морда сильно сплощена, стиснута з боків, доволі витягнута. Ніс загострений, довгий. Звідси походить назва цих акул. Очі маленькі. Рот розташований на нижній стороні тулуба. Зуби дрібні. Тулуб стрункий, веретеноподібний. Грудні плавці широкі та короткі. Має 2 спинних плавця, з яких перший значно перевершує задній плавець. Перший спинний плавець розташовано ближче до черевних плавців. Задній спинний плавець — навпроти або позаду анального плавця. Анальний плавець більше за задній спинний плавець. Хвостовий плавець гетероцеркальний, верхня лопать більш розвинена ніж нижня.
Забарвлення спини жовтувато- або бронзово-сіре. Черево має білий колір.

## Спосіб життя
Тримаються континентального шельфу. Воліють до мілини, кам'янистих ґрунтів. Доволі швидкі та стрімкі акули. Здатні утворювати значні зграї. Живляться дрібними костистими рибами, переважно донними, ракоподібними, головоногими молюсками, морськими червами.
Статева зрілість настає у віці близько 12 місяців. Це живородні акули. Вагітність триває 5-6 місяців. Самиці народжують до 18 акуленят завдовжки 15 см.
Тривалість життя 5-6 років.
Ці акули є об'єктом промислового вилову.

## Розповсюдження
Мешкають на сході та півночі Індійського океану та заході Тихого океану.

## Види
- Scoliodon laticaudus J. P. Müller & Henle, 1838
- Scoliodon macrorhynchos Bleeker, 1852